# Rohrblasgerüst
Ein Rohrblasgerüst (Auswaschgerüst) ist eine Einrichtung in einem Bahnbetriebswerk, das zum Ausblasen der Kesselrohre einer Dampflokomotive dient. Das Rohrblasen mittels Auswaschlanze musste bei Dampflokomotiven einmal in der Woche vorgenommen werden, um zu starke Verschmutzungen der Kesselrohre zu verhindern. Ablagerungen in Heiz- und Rauchrohren verringern nicht nur die Wärmeabgabe von den heißen Rauchgasen an das Wasser im Kessel, sie begünstigen auch die Korrosion der Rohre.